# 梅光学院中学校・高等学校
梅光学院中学校・高等学校（ばいこうがくいんちゅうがっこう・こうとうがっこう）とは、山口県下関市丸山町二丁目にある私立中学校・高等学校。日本で6番目に創設されたミッションスクールであり設置者は学校法人梅光学院、現校長は樋口紀子。

## 校訓
Ut Filli Lucis Ambulate
(光の子として歩みなさい)
エフェソの信徒への手紙５章８節

## 概要
キリスト教宣教師によって設立された学校であるため、キリスト教を用いた教育が行われ、毎朝、礼拝が行われるのが特徴。
2022年で創立150周年を迎えた。日本で6番目に歴史のあるミッションスクール。
授業は週5日制。
生徒の中には、海外にホームステイや海外留学する者もいる。なお、同一敷地内（同一校舎内）の梅光学院高等学校へは原則として進学でき、一部の部活などは高校とも連携、教員も中高を兼任する。
現在はキリスト教主義（プロテスタント）に基づく教育が行われている。英語に重点を置いた教育を行っている。
下関、北九州エリアではいち早く、2015年よりICT教育を開始。現在生徒一人ひとりがiPadとApple Pencilを持ち、ほぼ全ての授業で活用が進んでいる。
2015年、関西学院大学との間に山口県内初となる協定校調印を行い、推薦入学の枠は国際学部や社会学部、教育学部など、11学部25枠を所有する。その他国際基督教大学や青山学院大学等、最難関私立大学への推薦枠を多数持つ、四年制大学への進学に実績のある学校である。
また、梅光学院高等学校に通う生徒は、梅光学院大学への進学が保障されており、梅光特別推薦制度を利用すれば特別な事情がない限り進学を認められる。

## 制服
現在の制服のブランドはBEAMS SCHOOL product by KANKO。
世界に150店舗以上を展開する人気ブランドBEAMSの学生服ブランドである。
シャツやネクタイなどは青や赤のバリエーションがあり、組み合わせを変えて着こなすことができる。
また、女子生徒でもスラックスを選択することが可能。

### 旧制服
- 冬季
  - 男子 紺学生服・指定長袖カッターシャツ・黒の単色ベルト
  - 女子 紺セーラー
- 夏季
  - 男子 指定半袖カッターシャツ
  - 女子 白セーラー
- カバン
  - 学校指定のカバン
  - 補助として他のも使用して良い
- 靴
  - 通学靴 学校指定の黒ローファー
  - 上靴 市販のもので、つま先部分が青色のもの
  - 体育館シューズ 学校指定のもの
  - 運動靴 白のシューズ

## 沿革
梅香崎女学校
- 1872年（明治5年）- アメリカ・オランダ改革派教会宣教師のヘンリー・スタウト夫妻、長崎市梅香崎（うめがさき）の私宅に私塾「スタージェス・セミナリー」を開設し、英語による聖書講義を開始。

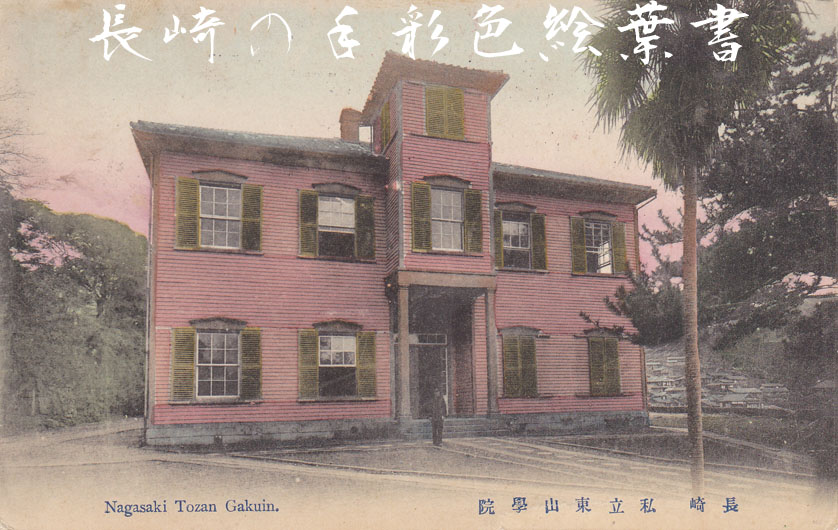
東山学院　旧スチイル記念学校　スタージェス・セミナリー　手彩色絵葉書

- 1887年（明治20年）9月 - 大浦東山手に「梅香崎女学校」が開校。
- 1890年（明治23年） - 齋藤實徳が初代日本人校長に就任。

光城女学院
- 1879年 - 東京基督公会(アメリカ合衆国長老教会系)所属で東京一致神学校に在籍中であった服部章蔵、山口市に光塩学校開設。
- 1890年 - 光塩学校、広島市の広陵女学校を合併し山口英和女学校となる。
- 1892年 - 山口英和女学校、校名を光城女学院と改名。

梅光女学院
- 1914年 - 梅香崎女学校と光城女学院の合併校として下関梅光女学院が誕生。（「梅光」の名は両校から1文字ずつ取って命名された）。
- 1941年 - 財団法人下関梅光女学院設立。
- 1945年 - 下関空襲により、その校舎のほとんどが焼失するが生徒、父母、同窓生のほか米国キリスト教信徒の献金により復興が進む。
- 1951年 - 学校法人梅光学院設立。校名を梅光女学院中学校・高等学校とする。
- 1974年 - 高等学校音楽科開設。
- 1983年 - 広津藤吉記念図書館完成
- 2000年 - マッケンジー館完成

梅光学院
- 2001年 - 法人名を梅光学院と改称
- 2010年 - 新館完成(１F山田宏記念ホール完成)
- 2012年 - 男女共学開始(中学1年より順次実施)。 学校名を梅光学院中学校・高等学校と改称。
- 2014年 - 下関開学100年記念式典。
- 2015年 - 高等学校も男女共学となる。

長崎の創立後、当時の男子部が明治学院(吸収合併)へ、女子部は現在の梅光学院のため両校は親交が深い。

## 施設・設備
- 広津信二郎記念講堂 - 地上３階建　また3階にはピアノ練習室がある。
- 本館 - 地上３階建　高校生が使用。
- 新館 - 地上３階建　中学生が使用。
- マッケンジー館 - 地上２階建　１階マルチメディア教室、２階マッケンジーホール
- 廣津藤吉記念図書館 - 地上２階建　約5万冊蔵書　国内でも珍しい教室棟とは別の建物。
- 体育館 - 地上２階建
- 体育倉庫 - 地上２階建　１階は体育倉庫、更衣室。２階は体育教官室、男子更衣室。
- テニスコート - ２面ある。テニス部または授業で使用。
- 別館 - 別名｢旧寮｣　現在は立ち入ることができない。
- 生活館 - 主に美術の授業、また美術部が使用。
- 記念館 - 唯一この建物だけが下関空襲から逃れた。梅光学院で現存する一番古い建物。ミュージカル部が使用。また、映画｢隣人のゆくえ｣で使用された。

## 設置学科・コース
- 中学校
  - 中高一貫コース
- 高等学校
  - 全日制課程
    - 普通科
    - 音楽科

### 年間行事
- 4月

　*入学礼拝　*イースター礼拝 *十種ヶ峰絆キャンプ(中1、高1) *Wake-Up全員留学(中1はカナダ、高1はフィリピン)
- 6月

　*高校音楽科定期演奏会(高校音楽科のみ)　*創立記念式典　*花の日礼拝　*体育祭
8月
　*夏季集中勉強合宿 *夏季課外授業
- 9月

　*梅光祭(文化祭)、合唱祭・演劇祭（隔年）
- 11月

　*収穫感謝礼拝　*ツリー点灯式
- 12月

　*クリスマス礼拝
- 1月

　*ニュージーランド3ヶ月留学(中学3年生希望者・高校I年生希望者のみ)　*卒業演奏会(高校音楽科III年生のみ)
- 2月

　*大学等連携「卒業研究」発表会（高2）
- 3月

　*マッケンジー杯(校内英語プレゼンテーションコンテスト) *中学校学習発表会(中学のみ)　*生徒総会　*卒業礼拝　*オーストラリア留学(希望者のみ)　*ウィーン研修旅行(高校生音楽科1・2年生 隔年)

## クラブ活動

### 運動部
*バスケットボール部　*テニス部　*卓球部   *ダンス同好会

### 文化部
*合唱部　*ハンドベル部　*吹奏楽部　*演劇部　*科学部　*日本文化部書道　*日本文化部茶道　*イングリッシュクラブ　*美術部　*ミュージカル部　*軽音楽部（高校のみ）
※強制ではないがほとんどの人が入部している。
※合唱部は山口県内のコンクールで金賞、銀賞などを受賞する県内強豪校で、中国大会などにも出場している。

## 男女共学化
2011年（平成23年）6月13日、設置者である学校法人梅光学院より、中学・高校を男女共学化させ、校名を梅光学院中学校・高等学校に改めることが発表された。学年ごとに共学化させていく方針で、中学校が2012年度から、2015年度から高校が男子生徒の募集を開始した。共学化の背景には、生徒の確保が課題となっていたことがあるが、女子の進路も多様化した現在、男子も受け入れることで教育の充実をはかる狙いもあるという。また、中学校の共学化に合わせて高校は英語科を募集停止し、普通科と音楽科の2科制に移行。
中学・高校の共学化によって、梅光学院の設置校は全て共学校となる。

## 著名な出身者
- 木暮実千代（女優）
- 岡村有希子（元アイドル） ※中学校のみ
- 井手麻理子（歌手）※高校のみ
- 青池保子(漫画家）
- 原知遙（本名･千春）
- 神代知衣（声優）
- 吉田玲（女優）

## 系列校
- 梅光学院大学・大学院
- 梅光学院幼稚園

## 交通
- 下関駅、幡生駅からサンデン交通の梅光下、丸山町バス停